# Adalbéron II de Metz
Pour les articles homonymes, voir Adalbéron et Adalbéron II.
Adalbéron II de Metz, né vers 958 et mort le 14 décembre 1005, est un évêque de Verdun puis évêque de Metz de 984 à 1005.

## Biographie
Il était fils de Frédéric Ier d'Ardennes, comte de Bar et duc de Haute-Lotharingie et de Béatrice de France, sœur d'Hugues Capet.
Instruit au monastère de Gorze, il fut pressenti pour succéder à l'évêque de Verdun, Wigfrid. Hugues II fut choisi, mais renonça au siège épiscopal au bout d'un an, et Adalbéron devint évêque de Verdun ; la mort de Thierry Ier de Metz le 7 septembre 984 l'empêcha d'être sacré. La même année, le 16 octobre 984, il fut choisi pour être évêque de Metz et laissa Verdun à un de ses cousins, Adalbéron II.
Il eut pour coadjuteur son successeur Thierry de Luxembourg.
À Metz, il favorisa la réforme monastique dans son diocèse, renforça l'influence de Cluny en Lorraine par l'appel, entre autres à Guillaume de Volpiano, et soutint l'empereur Henri II contre le mariage de certains de ses parents.
Il est mort le 14 décembre 1005. Il a été inhumé dans l'abbaye de Saint-Symphorien de Metz.